# Obrium unicolor
Obrium unicolor es una especie de escarabajo longicornio del género Obrium, categorizada en la tribu Obriini, de la subfamilia Cerambycinae. Fue descrita por Gardner en 1936.

## Descripción
Mide 4-6,5 mm de longitud.

## Distribución
Se distribuye por India.